# Cărătnău de Sus, Buzău
Cărătnău de Sus este un sat în comuna Sărulești din județul Buzău, Muntenia, România. Se află în nordul județului.